# Cursa de Bombers
La Cursa de Bombers est une course à pied d'une distance de 10 km se déroulant tous les ans dans la ville de Barcelone, en Espagne. Créée en 1999, l'épreuve fait partie du circuit international des IAAF Road Race Label Events, dans la catégorie des « Labels de bronze ».

## Parcours

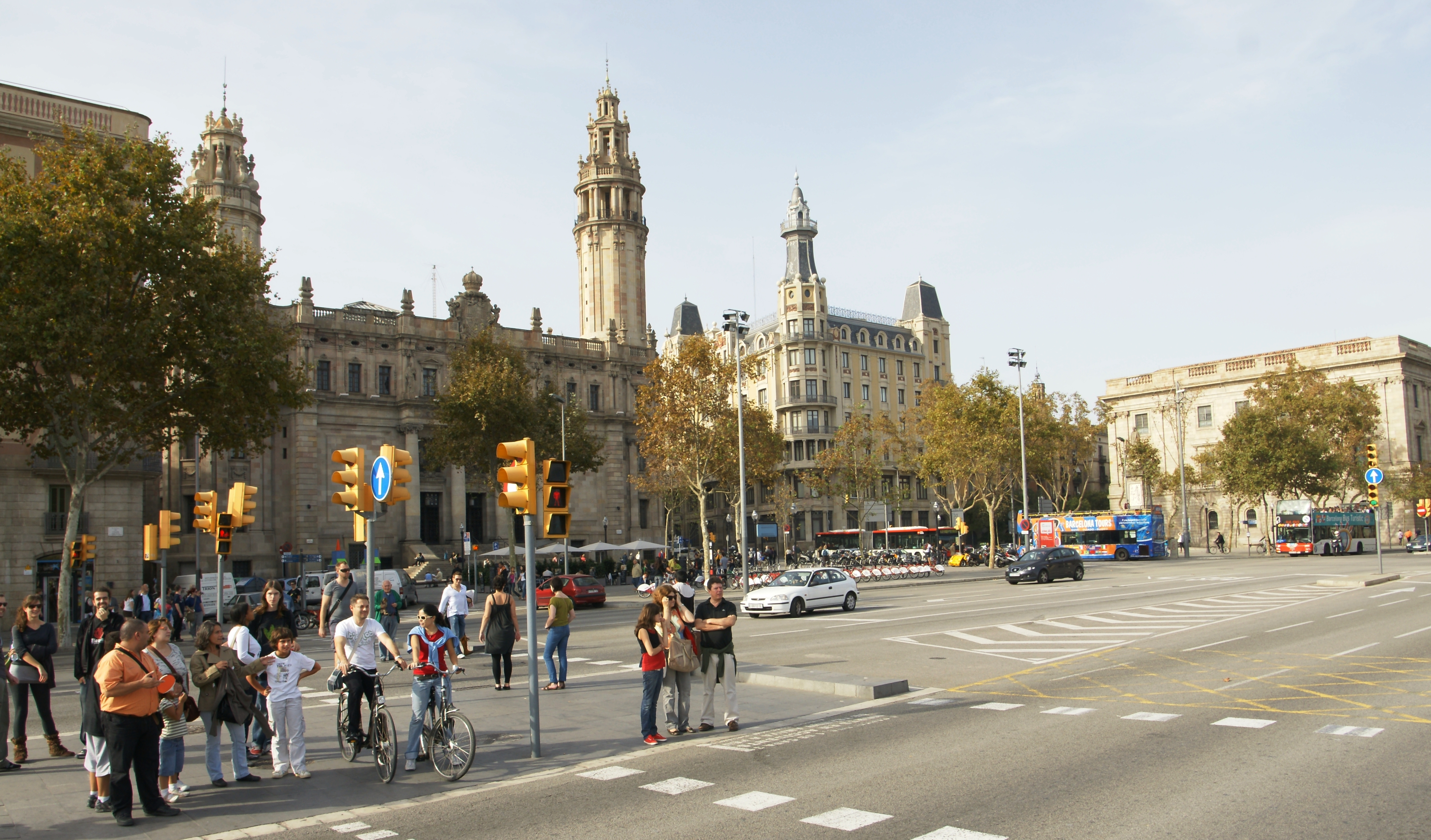
Vue de la Via Laietana toute proche de l'arrivée de la course

## Palmarès

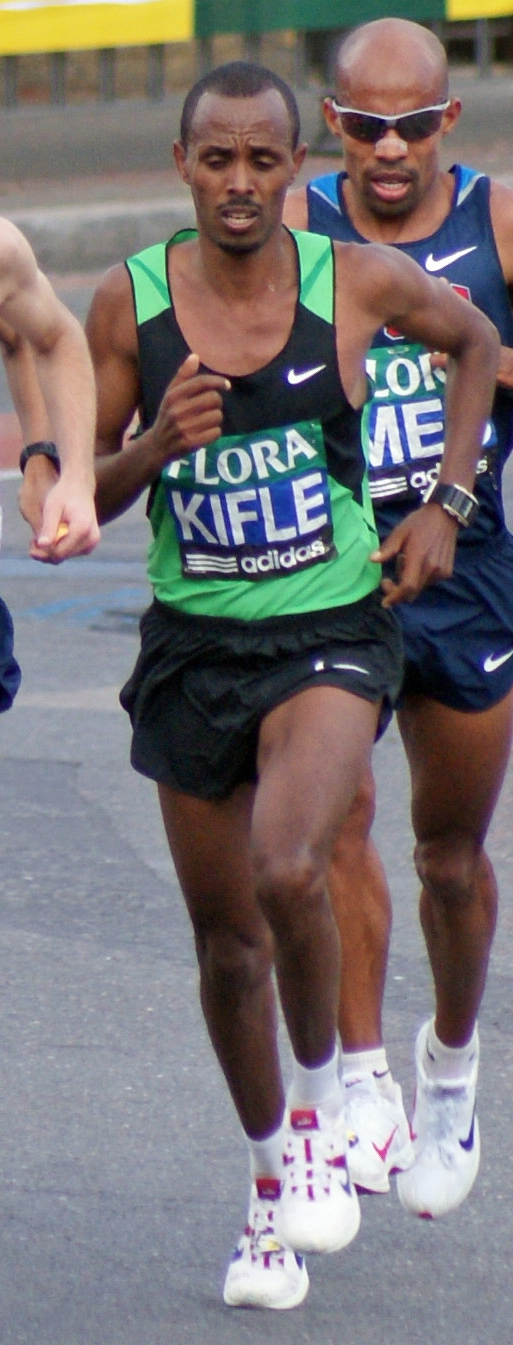
L'Érythréen Yonas Kifle, vainqueur hommes en 2002

| Édition | Année | Hommes              | Hommes   | Hommes | Femmes                  | Femmes   | Femmes |
| Édition | Année | Athlète             | Pays     | Temps  | Athlète                 | Pays     | Temps  |
| ------- | ----- | ------------------- | -------- | ------ | ----------------------- | -------- | ------ |
| 16e     | 2014  | Ángel Ronco         | Espagne  | 30:14  | Lidia Rodríguez         | Espagne  | 34:23  |
| 15e     | 2013  | Chema Martínez      | Espagne  | 29:48  | Judit Pla               | Espagne  | 33:09  |
| 14e     | 2012  | Ayad Lamdassem      | Espagne  | 28:54  | Judit Pla               | Espagne  | 32:43  |
| 13e     | 2011  | Ayad Lamdassem      | Espagne  | 30:02  | Natalia Rodríguez       | Espagne  | 35:25  |
| 12e     | 2010  | Josphat Menjo       | Kenya    | 27:04  | Jéssica Augusto         | Portugal | 32:08  |
| 11e     | 2009  | Josphat Menjo       | Kenya    | 27:32  | Makda Harun             | Éthiopie | 32:39  |
| 10e     | 2008  | Josphat Menjo       | Kenya    | 27:57  | Eunice Jepkorir         | Kenya    | 31:37  |
| 9e      | 2007  | Peter Kamais        | Kenya    | 27:57  | Eunice Jepkorir         | Kenya    | 31:49  |
| 8e      | 2006  | Peter Kamais        | Kenya    | 27:29  | Beylanesh Fekadu        | Éthiopie | 31:55  |
| 7e      | 2005  | Sahle Warga         | Éthiopie | 28:35  | Irene Kwambai Kipchumba | Kenya    | 31:25  |
| 6e      | 2004  | Edwin Cheruiyot Soi | Kenya    | 28:32  | Irene Kwambai Kipchumba | Kenya    | 32:18  |
| 5e      | 2003  | David Tuwei         | Kenya    | 28:32  | Marta Domínguez         | Espagne  | 34:06  |
| 4e      | 2002  | Yonas Kifle         | Érythrée | 28:29  | Flomena Chepchirchir    | Kenya    | 33:10  |
| 3e      | 2001  | David Tuwei         | Kenya    | 28:24  | Taussi Juma             | Tanzanie | 32:33  |
| 2e      | 2000  | John Thuo Itati     | Kenya    | 28:39  | Leah Kiprono            | Kenya    | 33:02  |
| 1re     | 1999  | Cheren Simatwa      | Kenya    | 28:24  | Meritxell Martos        | Espagne  | 36:04  |

 Record de l'épreuve

## Statistiques
| Pays     | Hommes | Femmes | Total |
| -------- | ------ | ------ | ----- |
| Kenya    | 10     | 6      | 16    |
| Espagne  | 3      | 5      | 8     |
| Éthiopie | 1      | 2      | 3     |
| Érythrée | 1      | 0      | 1     |
| Portugal | 0      | 1      | 1     |
| Tanzanie | 0      | 1      | 1     |

| Athlète                 | Pays    | Victoires | Années           |
| ----------------------- | ------- | --------- | ---------------- |
| Josphat Menjo           | Kenya   | 3         | 2008, 2009, 2010 |
| David Tuwei             | Kenya   | 2         | 2001, 2003       |
| Irene Kwambai Kipchumba | Kenya   | 2         | 2004, 2005       |
| Peter Kamais            | Kenya   | 2         | 2006, 2007       |
| Eunice Jepkorir         | Kenya   | 2         | 2007, 2008       |
| Ayad Lamdassem          | Espagne | 2         | 2012, 2013       |
| Judit Pla               | Espagne | 2         | 2012, 2013       |